# میائو لیجیه
میائو لیجیه (انگلیسی: Miao Lijie؛ زادهٔ ۳ ژوئن ۱۹۸۱) بازیکن بسکتبال زن اهل چین بود.
وی در مسابقات کشوری و بین‌المللی در مجموع برندهٔ ۲ مدال طلا، ۱ مدال نقره شده‌است.